# Quercus dankiaensis
Quercus dankiaensis là một loài thực vật có hoa trong họ Cử. Loài này được A.Camus miêu tả khoa học đầu tiên năm 1948.